# Малавийско-танзанийские отношения
Малави́йско-танзани́йские отноше́ния — двусторонние дипломатические отношения между Малави и Танзанией. Протяжённость государственной границы между странами составляет 512 км.

## История
Между странами существует давний пограничный спор по принадлежности озера Ньяса. В 1890 году между Германской Восточной Африкой и Ньясалендом был заключен договор, который определил, что граница проходит по береговой линии. Эта ситуация не устраивает современную Танзанию, которая считает, что граница должна проходить по середине озера. Правительство Малави же признает действие договора 1890 года и заявляет о правах на всю часть озера вдоль границы стран. Танзания и Малави планируют обратиться к посредникам в лице бывших глав государств в Южной Африке для разрешения данного пограничного спора, так как считается, что озеро Ньяса имеет богатые запасы нефти и газа.
В 1964 году Малави обрела независимость, почти сразу с этого момента дипломатические отношения со своим восточным соседом, Танзанией, стали напряжёнными. Основные проблемные моменты между двумя государствами: разные взгляды на положение белых жителей Южной Африки; подозрения президента Малави Хастингса Банды в том, что Танзания помогает и подстрекает некоторых видных эмигрантов из Малави свергнуть его режим; территориальный спор по границе вдоль озера Ньяса. Хастингс Банда поддерживал тесные связи с ЮАР и был одним из немногих африканских президентов, установивших дипломатические отношения с этой страной, что стало веским основанием для Танзании (которая выступала против политики апартеида) предлагать убежище и поддержку политическим оппонентам Хастингса Банды. Танзания противостояла не только политике ЮАР, но и португальским властям в Мозамбике (с которыми Малави поддерживала тесные отношения), что повлияло на решение президента Танзании Джулиуса Ньерере в мае 1967 года открыто заявить о претензиях на часть озера Ньяса.
В 2012 году правительство Малави заключило контракт с британской компанией для поиска нефтеносных месторождений на озере Ньяса, что обострило отношения с Танзанией. В мае 2013 года парламент Танзании сделал заявление, что страна намерена пустить 6 пассажирских кораблей в озеро Ньяса, что вызвало негативную реакцию малавийских властей.